# Asociación de Artesanos de Tobati
La Asociación de Artesanos de Tobatí es un grupo fundado en 1995 en la ciudad de Tobatí, Paraguay. Agrupa a artesanos del municipio, tanto de la ciudad misma como de las comunidades rurales cercanas, con el afán de conseguir mejor calidad de vida, salida económica y representación del rubro, tanto frente a las instituciones públicas como privadas, y frente al público en general.

## Historia
La Asociación de Artesanos de Tobatí nace ante la necesidad de unir a los artesanos tobateños en una organización formal. La artesanía es un rubro importante de la ciudad, además de tener una fuerte incidencia cultural, folklórica y turística ya que Tobatí es considerada la "capital de la artesanía" en el Paraguay.
Fundada en una primera etapa bajo el ala de la Fundación Tobatí, organización local empeñada en el reconocimiento de la cultura local, la asociación progresivamente fue tomando autonomía hasta ser manejada enteramente, hoy en día, por los propios artesanos.

### Exposición en El Mirador
Gran parte del dinamismo de la asociación se debe a la iniciativa, en junio del año 2012, de crear una exposición permanente en la entrada del pueblo, en el lugar conocido como "El Mirador".
"El Mirador" constituye un gran potencial para el turismo local. Se trata de un cerro ubicado en la entrada de la ciudad, en un predio municipal, frente a la ruta principal que atraviesa la ciudad uniendo Caacupé con Arroyos y Esteros. En los años 1980 fue instalado una escalera que conduce a la cima, además de un balcón desde el cual los visitantes pueden disfrutar de una vista panorámica de la ciudad y la Cordillera de los Altos. En un costado del cerro se puede apreciar una escultura del artista local Ramón Ayala.
La Asociación de Artesanos de Tobatí inició una exposición de los productos de sus integrantes con la ocasión del Día del Padre el 15 de junio de 2012. Frente al éxito de este evento, se fue repitiendo hasta convertirse en una exposición permanente, exhibiendo todos los fines de semana la producción artesanal lugareña. Con el tiempo se fueron incorporando artesanos independientes y miembros de otras organizaciones, en particular del "Comité de Artesanos Mburukuja".
Actualmente la asociación cuenta con 10 mesas, gracias a un aporte de la Municipalidad, y sus respectivos manteles para esta exposición. En la segunda mitad del año 2013 fueron construidos 2 galpones para protegerse de la intemperie, los cuales fueron financiados con la venta de los productos de los artesanos.
Esta exposición, gracias a la venta directa y local, marcó el inicio de un período de mayor autonomía económica para los participantes, además de convertirse en un punto de encuentro de los artesanos, propicio a organizar nuevas actividades conjuntas. Puntualmente se organizan eventos mayores, como en junio del 2014 en que participaron artesanos de otros municipios del departamento de Cordillera.

## Organización
La Asociación de Artesanos de Tobatí está constituida actualmente por veinte miembros (este número puede variar con el ingreso de nuevos miembros o la renuncia de otros), todos artesanos productores residentes en el municipio de Tobatí. Se entiende por artesanos, personas que tiene como rubro principal la producción de objetos utilitarios y/o decorativos, hechos a mano y con características artísticas (no se considera artesanía, por ejemplo, la producción local de ladrillo, aunque sean elaborados a mano).
La instancia con mayor autoridad en el seno de la asociación es la Asamblea de todos los miembros, la cual se reúne en forma ordinaria una vez al año. La asamblea tiene a su cargo la elección de una Comisión Directiva, la cual a su vez gestiona los asuntos corrientes de la asociación. La comisión actual, electa el 27 de marzo de 2014, está constituida como sigue:
- Presidente: Darío Cuenca
- Vice Presidente: Edgar Servín
- Secretario: Mathias Euverte
- Pro Secretario: Saúl Ortíz
- Tesorero: César Mendoza
- Pro Tesorero: Gloria Fernández
- Síndico: Mirtha Vera
- Sub Síndico: Benicio Villalba